# توشكى غرب
قرية توشكى غرب هي إحدى القرى التابعة لمركز نصر النوبة في محافظة أسوان في جمهورية مصر العربية.